# 陳重
陳重（90年？—150年？），字景公，東漢豫章宜春（今江西省南昌市）人，曾任侍御史，以與其同學雷義的「膠漆之交」而聞名。

## 生平
陳重年輕時與同郡人雷義是好友，兩人一起學習《魯詩》、《顏氏公羊春秋》。太守張雲舉陳重為孝廉，陳重想要把孝廉的缺讓給雷義，前後寫了十幾封信給張雲，張雲都不聽從。次年張雲推舉雷義為孝廉，陳重與張雲在同一個衙門當郎官。
有位同事負債，光利息就多達數十萬文錢，債主天天逼債，討債討個不停，陳重秘密拿錢出來代他還清。這位同事後來知道了，說了很多話來感謝他，但陳重卻回答說：「不是我代還的，大概是與我同姓名的人還的吧。」始終不承認自己的施恩。又有一個同舍的郎官回鄉辦理家長的喪事，整理行囊時誤拿了鄰舍郎官的褲子。失主懷疑是陳重拿的，陳重不辯解，直接買了一條褲子還給他。後來辦喪事的郎官回來了，把褲子還給失主，這才真相大白。
陳重與雷義後來被任命為尚書郎，雷義代替同年錄取孝廉的人承擔罪過，被罷黜，陳重見雷義被黜，於是託病辭官。
雷義回到家鄉後，被推舉為茂才，雷義又想把茂才的缺讓給陳重，刺史不肯答應，雷義佯狂，披頭散髮逃走，不願接受任命。鄉里的人們因此事而說：「膠漆自謂堅，不如雷與陳。」後來三公的幕府同時徵召他們二人。
陳重被舉茂才後，擔任細陽縣令。因有政績特優將要被升為會稽太守，恰逢姐姐去世，於是辭官。後被司徒徵召為侍御史，於任內逝世。

## 延伸阅读
[在维基数据编辑]
 《後漢書/卷81》，出自范晔《後漢書》